# Фикерт, Йоахим
Йоахим Фикерт (нем. Joachim Fickert; 1947 года,
Родлебен) — немецкий футбольный тренер.

## Биография
В качестве тренера начинал свою карьеру в любительских клубах Германии. Затем Фикерт переехал на африканский континент, где он долгое время работал с различными командами и сборными. С 1996 по 2003 год наставник руководил сборной Камбоджи. В 1997 году национальная команда неплохо выступила на Играх Юго-Восточной Азии. В группе камбоджийцы обыграли Бруней (4:0) и Мьянму (3:1). Удачные результаты позволили подопечным Фикерта в 1998 году подняться на 162-е место в рейтинге сборных ФИФА.
Позднее возглавлял вьетнамские и камбоджийские команды. Несколько лет занимал пост технического директора в федерации футбола Мали. С 2012 года Фикерт занимался развитием игры в Эфиопии.